# Ahmad Khesraw
Ahmad Khesraw, född 6 februari 1982, är en afghansk fotbollsspelare som spelat för det Afghanska landslaget under 2000-talet.